# Нова Весь (Сандомирський повіт)
Нова Весь (пол. Nowa Wieś) — село в Польщі, у гміні Клімонтув Сандомирського повіту Свентокшиського воєводства.
Населення — 418 осіб (2011).
У 1975-1998 роках село належало до Тарнобжезького воєводства.

## Демографія
Демографічна структура на день 31 березня 2011 року:
|          | Загалом | Допрацездатний вік | Працездатний вік | Постпрацездатний вік |
| -------- | ------- | ------------------ | ---------------- | -------------------- |
| Чоловіки | 225     | 48                 | 145              | 32                   |
| Жінки    | 193     | 33                 | 106              | 54                   |
| Разом    | 418     | 81                 | 251              | 86                   |